# Convenção Nacional Democrata de 2004

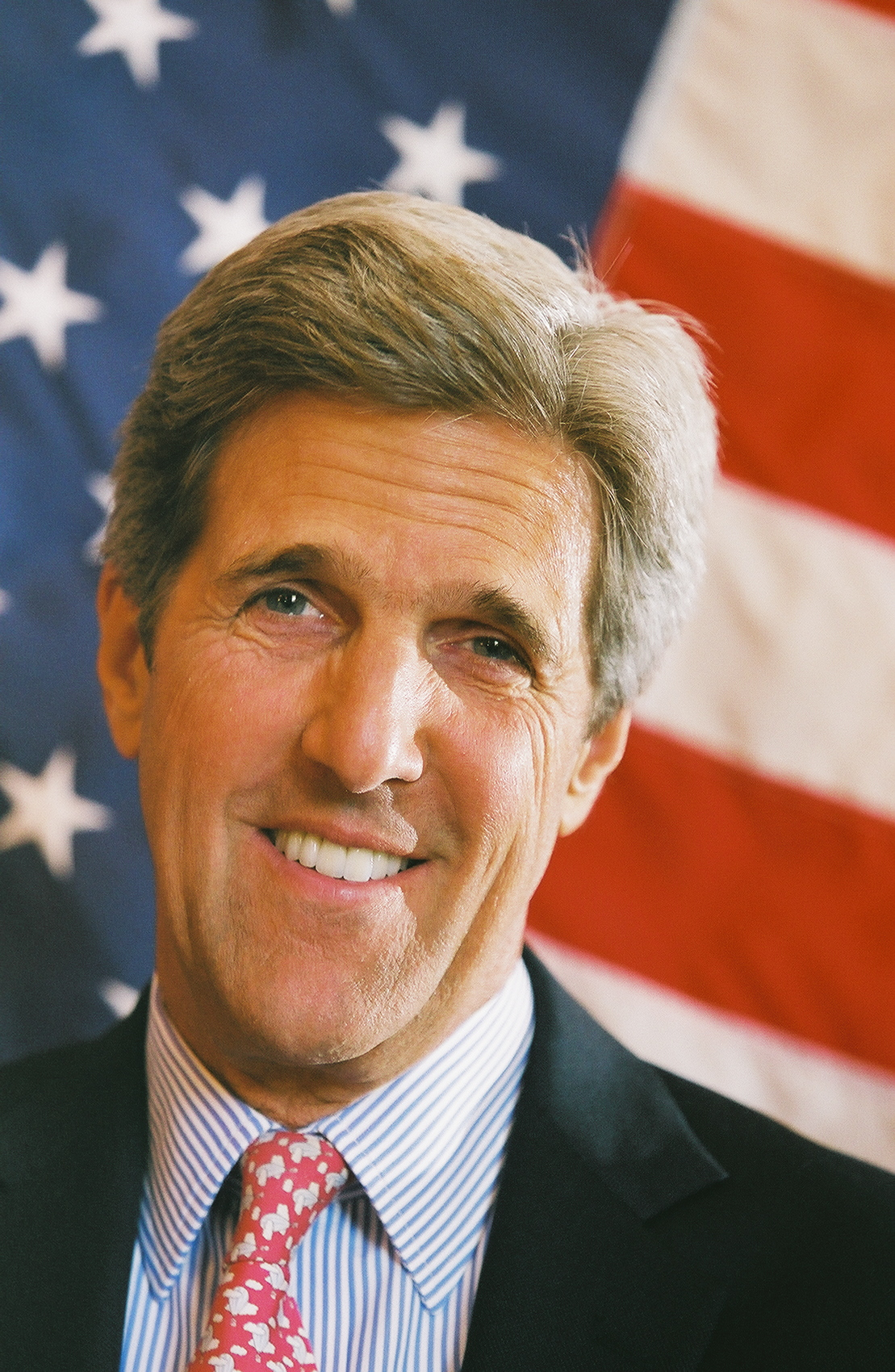
John Kerry

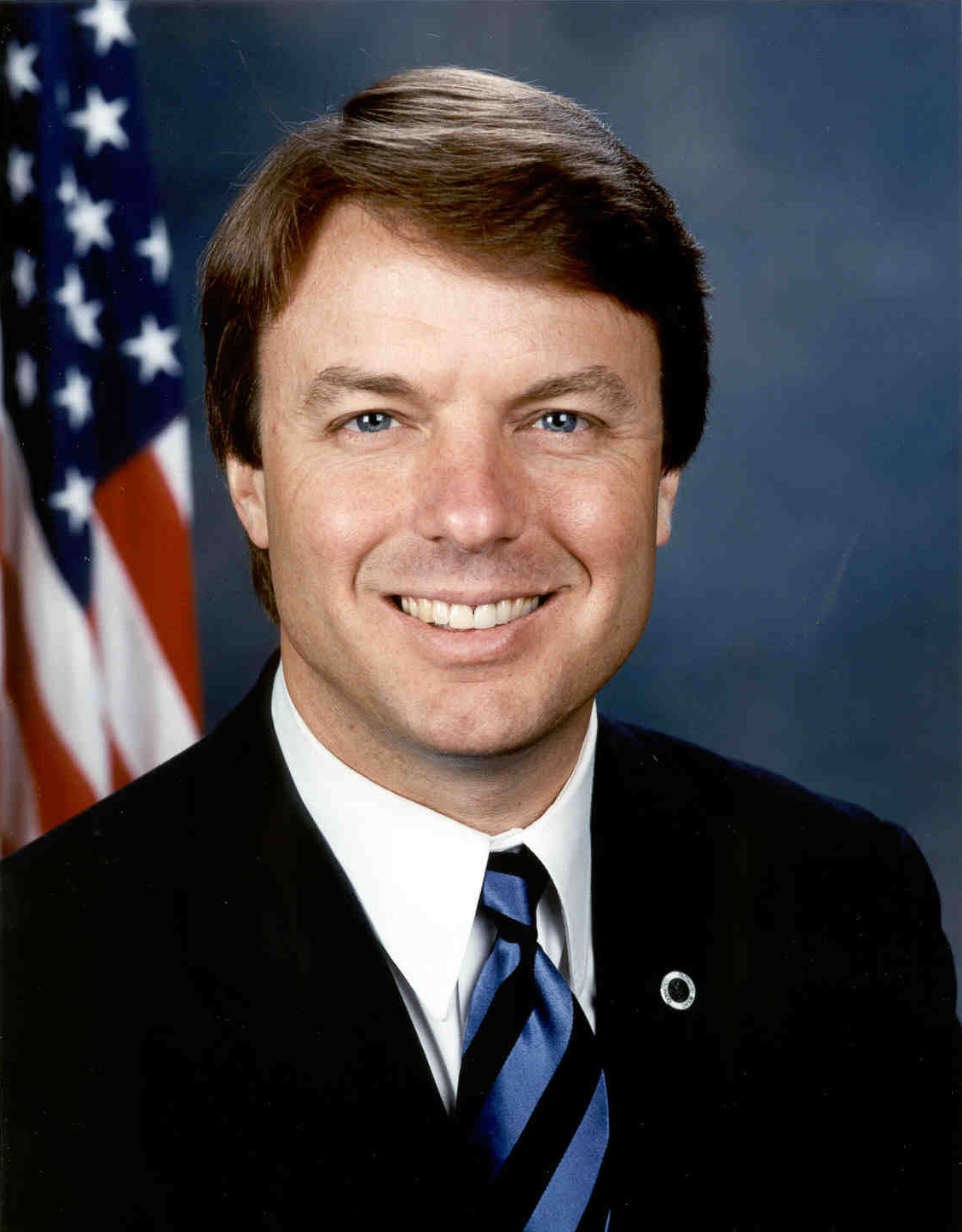
John Edwards

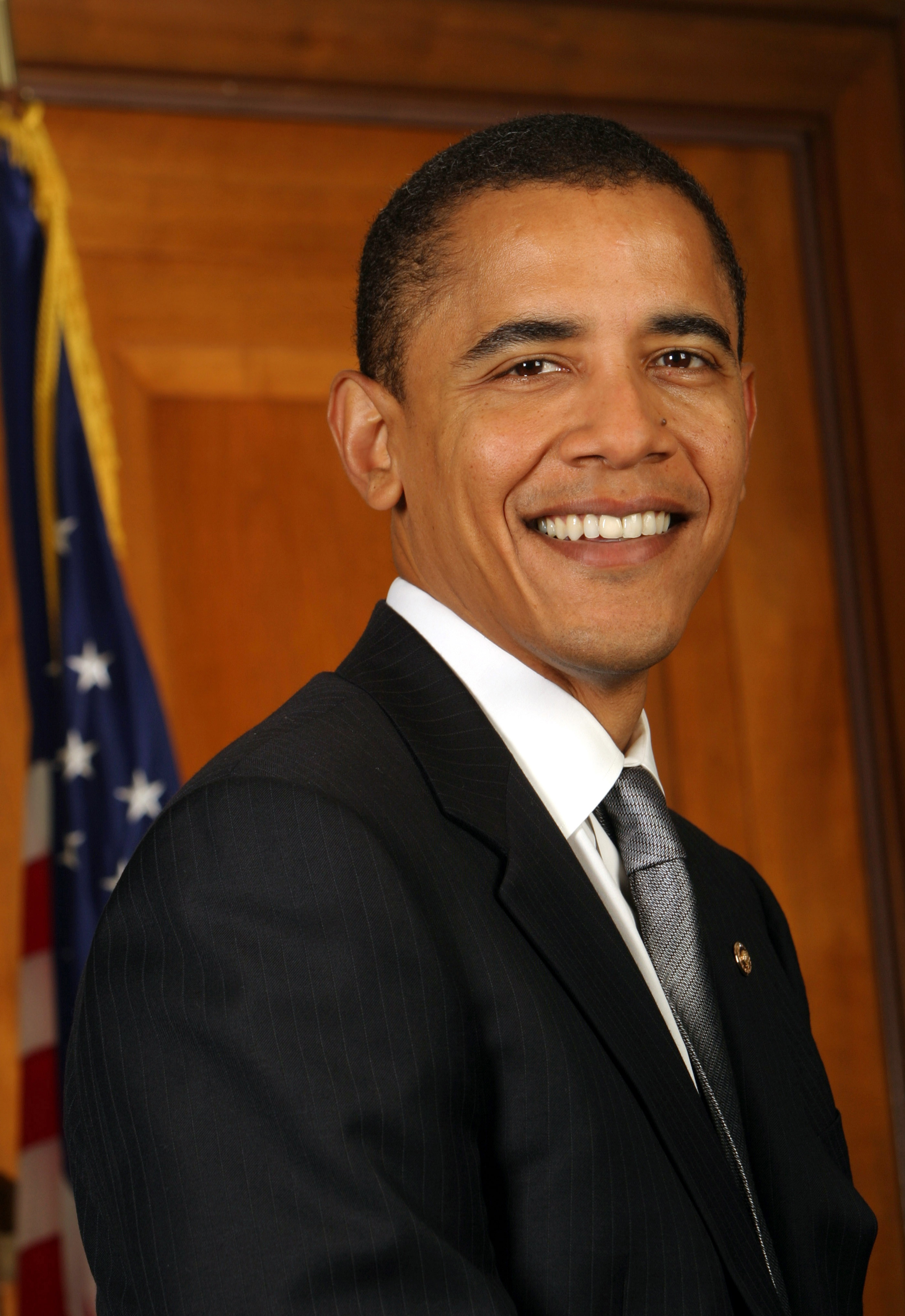
Barack Obama

A Convenção Democrata de 2004 foi o evento em que ocorreu a nomeação de John Kerry como candidato democrata à Presidência dos Estados Unidos da América para as eleições daquele ano. O evento ocorreu entre os dias 26 e 29 de julho de 2004 no FleetCenter, local que hoje corresponde ao TD Banknorth Garden, em Boston, Massachusetts. O governador do estado no Novo México, Bill Richardson, foi o chairman, e Lottie Shackelford foi a chairwoman do evento, que terminou por estabelecer a chapa Kerry - Edwards para as eleições presidenciais de 2004.
Um dos momentos de destaque do evento foi o discurso de um afro-americano nascido em Honolulu e candidato ao Senado americano pelo Partido Democrata pelo estado de Illinois, o então pouco conhecido Barack Obama.
Nas primárias de 2004, Kerry derrotou os políticos Carol Moseley-Braun, Wesley Clark, Howard Dean, Dick Gephardt, Bob Graham, Dennis Kucinich, Joe Lieberman e Al Sharpton.

## Temas da Convenção
O evento foi organizado de modo a apresentar um tema específico por dia. O primeiro tema foi "Um plano para o futuro dos Estados Unidos" ("Plan for America's Future"), com discursos que traziam otimisto e esperança para a candidatura Kerry - Edwards. O segundo tema foi "Uma vida de força e serviços prestados" ("A Lifetime of Strength and Service"), destacando a trajetória de John Kerry. O terceiro tema foi "Um país mais forte e mais seguro" ("A Stronger More Secure America"), auto-explicativo. O quarto e último tema foi "Mais forte internamente, respeitado internacionalmente" ("Stronger at Home, Respected in the World"), em que foi apresentada uma agenda que incluía proteção nas fronteiras e cooperação internacional em questões globais.